# Никитич, Николай Николаевич
Николай Николаевич Соедов (сценическая фамилия Никитич, взятая от отца; 12 мая 1889, Москва, Российская империя — 8 апреля 1963, Москва, СССР) — советский актёр театра, кино и озвучивания.

## Биография
Родился 12 мая 1889 года в Москве в многодетной семье. Отец являлся до революции драматургом, затем работал в народном комиссариате просвещения и секретарём в рабочей школе. Мать являлась домохозяйкой, воспитывала семерых детей.
В 1902 году поступил в Московское реальное училище Воскресенского. В 1910 году его окончил. С 1914 года по 1917 год принимал участие в боевых действиях на австро-германском фронте, где получил контузию головы. Играл много театральных сцен в различных театрах разных городов в постсоветском пространстве. В кино начал сниматься с 1934 года, сыграв служащего в фильме «Карьера Рудди». Последняя съёмочная работа называлась «Фитиль», где в 1963 году Никитич сыграл роль учётчика в № 9 художественного киножурнала.
Ушёл из жизни 8 апреля 1963 года в Москве. Похоронен на Ваганьковском кладбище.

## Творчество

### Фильмография
- 1934 — Карьера Рудди — служащий
- 1937 — Ленин в Октябре — Макеев
- 1938 — Великий счёт — Никита Иванович Власов
- 1939 — Минин и Пожарский — Фёдор Зотов
- 1939 — Молодые капитаны — Иван Васильевич
- 1940 — Любимая девушка — Павел Иванович
- 1940 — Старый наездник — Павел Николаевич
- 1947 — Поезд идёт на восток — пассажир на вокзале
- 1949 — Встреча на Эльбе — Шульц
- 1950 — Заговор обречённых — эпизод
- 1954 — Дамы — учитель
- 1954 — Испытание верности — доктор
- 1955 — Судьба барабанщика — старик у киоска
- 1955 — Урок жизни — член экзаменационной комиссии
- 1956 — Полюшко-поле — Авдей Авдеевич
- 1957 — Коммунист — старик
- 1957 — Четверо — вахтёр в институте
- 1958 — Жизнь прошла мимо — доктор
- 1958 — Олеко Дундич — тюремщик
- 1958 — Солдатское сердце — доктор
- 1959 — Ванька — дедушка (главная роль)
- 1959 — Всё начинается с дороги — кассир
- 1959 — Песня о Кольцове — жених
- 1959 — Сверстницы — пенсионер на лавочке
- 1959 — Следы стираются с камней — доктор
- 1960 — Враги — лакей
- 1960 — Ровесник века — инженер
- 1960 — Северная повесть — старый боцман
- 1961 — В начале века — Зырянов
- 1961 — Друг мой, Колька! — Николай Андреевич
- 1961 — Человек идёт за солнцем — старичок в тюбетейке
- 1961 — Человек ниоткуда — гримёр
- 1962 — Мы вас любим (фильм № 3) — эпизод
- 1962 — Прозрение — эпизод
- 1963 — Понедельник день тяжёлый — юрист
- 1963 — Фитиль (№ 9) — учётчик

### Озвучивание
- 1933 — Человек невидимка — участие
- 1953 — Волшебная птица — участие

## Оценочные мнения
Киновед Алексей Тремасов рассказал о том, что с начала 1950-х годов Никитич перешёл на небольшие роли и эпизоды и чаще всего играл интеллигентных старичков и докторов. С начала 1930-х годов артист занимался общественной деятельностью. Вёл военно-шефскую работу. Преподавал искусство гримма в красноармейских кружках, ЦТКА, Театре имени Моссовета, Театре Оперетты и руководил художественной самодеятельностью.